# Pişmaniye
A pişmaniye [pismánije], más nevein pesmek [peszmek] vagy çekme helva [csekme helva] vagy keten helva egy iráni eredetű török édesség, melyet Törökország több táján is készítenek különféle elnevezésekkel, mégis leginkább İzmithez köthető. Török nevének eredete pontosan nem ismert, a szó jelentése azonban megbánás, ami a legendák szerint az édesség elkészítésének nehézségeire utal. A pişmaniye korábban az oszmán paloták kedvelt édessége volt. Cukorból, olajból és lisztből készül.
A pişmaniye állaga hasonlatos a Magyarországon is ismert vattacukoréhoz, bár sokkal inkább fonalszerű.

## Elkészítése
Víz és cukor keverékét 165 C°-ig hevítik, majd hatalmas tepsikbe öntik, ahol kihűlni hagyják. A „fehérítés” folyamatát régen a cukrászmester kézzel, egy fém bot segítségével végezte, amellyel a kihűlt, feltekert masszát nyújtogatta. Ezt a folyamatot ma már gépek végzik, melynek végén a massza leginkább a rágógumihoz hasonlít. Közben egy másik edényben olaj és liszt keverékét 7-8 órán keresztül főzik. Ezután a masszát hatalmas tepsikbe terítik, amire ráteszik a gyűrű alakba forgatott, gumiszerű cukrot, ami lassan kinyílik, és szétterül a liszt-olaj keverékén. A massza lassan felszívja a cukrot, és fonalszerű képződménnyé alakul (kb. 15–20 perc). Ezután két oldalról feltekerik, majd egy részét meglévő állapotában csomagolják, más részéből kis csészékkel kúpokat formáznak, és így csomagolják. 